# Incendie à Constantinople
Incendie à Constantinople est un tableau réalisé par le peintre britannique Joseph Mallord William Turner vers 1834. De format horizontal, cette peinture à l'huile sur carton marouflé sur toile est un paysage urbain qui représente Constantinople pendant un incendie en 475. Passée entre les mains de Georges Hoentschel et Alain Feydeau, l'œuvre est conservée au palais des Beaux-Arts de Lille, à Lille, dans le Nord, en France.

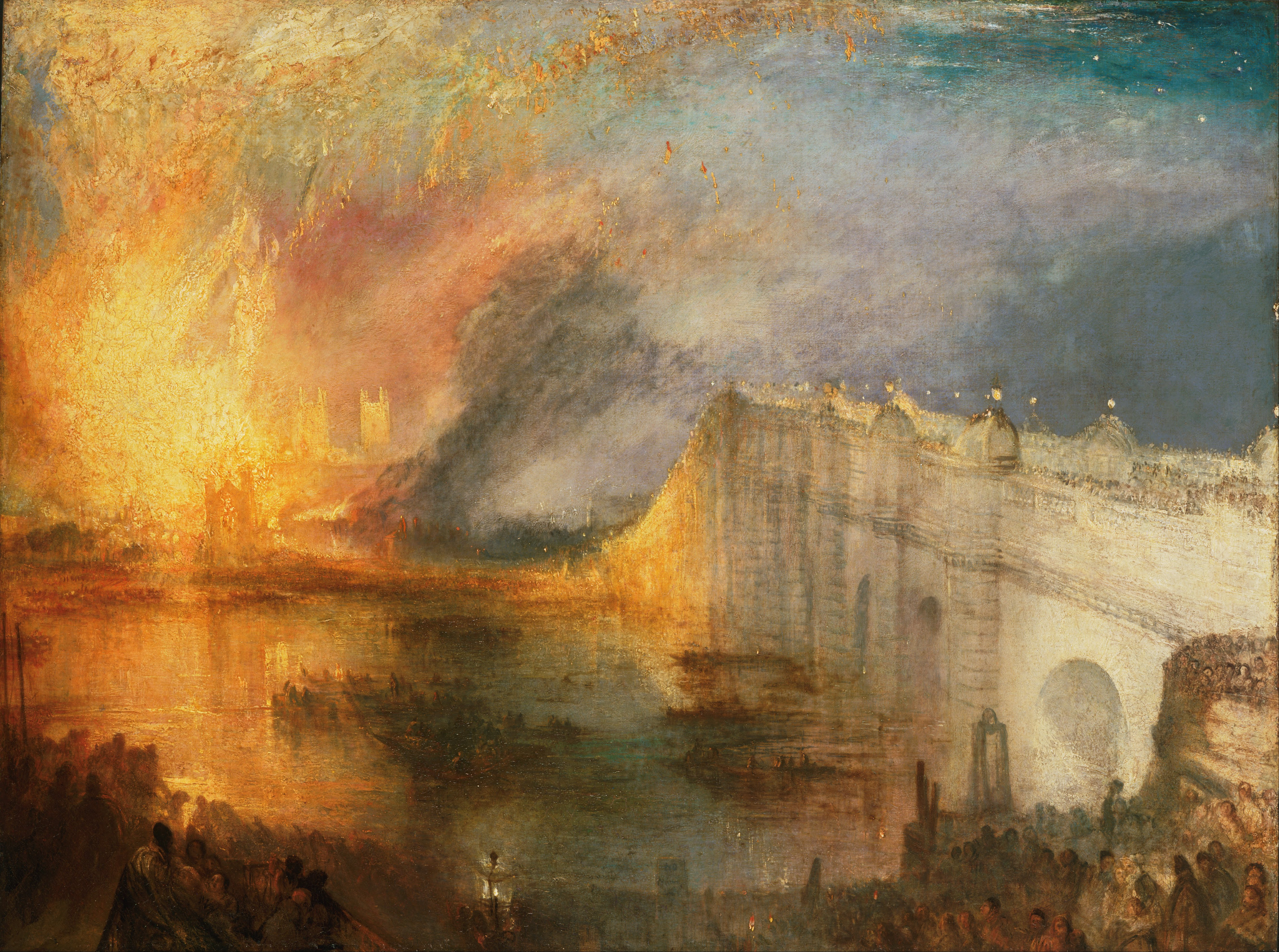
L'Incendie de la Chambre des lords et des communes, le 16 octobre 1834, 1834-1835 – Philadelphia Museum of Art, Philadelphie.